# 野津道貫
野津道貫（のづ みちつら（どうがん），1841年12月17日—1908年10月18日），幕府末年薩摩藩士，明治時代大日本帝國陸軍軍人，貴族院議員。曾任軍職有東部都督，陸軍教育總監，日俄戰爭時第四軍司令官。又名“七次”。最終階級為元帥陸軍大將正二位大勳位功一級侯爵。

## 逸聞
- 少年時代，野津道貫和朋友一起去學習切磋劍術，在路上恰好抓了一個竊賊。朋友們說“我們去把盜賊交給官府吧”，野津卻認為“應該就在此處懲罰盜賊”。於是野津和眾人脫下兜襠布，將盜賊捆綁在松樹上作為懲罰，然後繼續趕路學習劍術。
- 野津道貫的哥哥，野津鎮雄，早年在薩摩藩士奈良原繁（後沖繩縣知事）門下做書生。年關將近，奈良原家人需要製作麻糬，野津兄弟說“不要那麼多人幫忙，兩個人足夠完成了。”於是兩人從天未亮到晚上，一直不休息的烤製麻糬，原來需要56人才能做完的麻糬，兩個人就完成了。知道此事後，當時首屈一指的薩摩劍客奈良原感嘆：“兄弟兩人有大將之才，必成大器”。
- 在戊辰戰爭的宇都宮城之戰時，野津道貫率領的一支政府軍和大鳥圭介率領的幕府軍相對峙。會戰開始後，野津先讓軍隊後退。後來其他薩摩藩士對此多有抨擊，野津解釋道：“我從大鳥翻譯的書中學習了西洋兵法，他也是我間接的老師。我這樣做是為了報師生之恩”。
- 在薩英戰爭中，野津道貫和試圖突入英國艦隊的大山嚴一樣，以勇猛而聞名。但是在日本內戰戊辰戰爭中，他不情願看到同胞相殘。但是在這場戰爭中，野津軍卻很活躍。此後西南戰爭中，薩摩軍因此把野津軍當成政府軍的主力部隊而特別關照。
- 西南戰爭中，野津道貫和其兄野津鎮雄在田原坂戰鬥中立下大戰功，確立了其後的地位。然而，野津卻是在和其過去的老師西鄉隆盛和過去的同鄉，同輩戰鬥，此戰野津亦失去了很多下屬，因此此後野津對這段歷史一直保持沈默，僅有“我只是田原坂刀槍子彈下的幸存者”的感嘆。另一方面，將在西南戰爭戰死的下屬名冊掛與家中，每日弔唁。
- 野津道貫在日清戰爭中先是任第五師團長，山縣有朋病退後接任第一軍司令官（奧保鞏繼任第五師團長，第二軍司令官大山嚴）。野津以善於奇襲為名，所屬部隊屢立戰功。其名聲亦為明治天皇所知，更破例連下三封敕語“朕深感欣慰”（朕深ク之ヲ嘉賞ス）以示嘉獎。
- 日俄戰爭爆發後，以原大本營主要領導組成滿洲軍司令部，大山嚴任總司令官。山縣有朋曾說“把滿洲的軍務就交給野津好了”，大山嚴則回應道“如果僅從戰爭的角度，野津可能更勝任滿州軍總司令官這個位置”。大本營首腦部在公文中有野津，奧，黑木，乃木四個軍司令官時，亦以野津為最先。
- 野津和黑木為楨都是自鳥羽伏見之戰以來的資深軍官，彼此了解，並相互競爭，大山嚴自告奮勇擔任滿州軍總司令官後，野津輔助其工作。黑木為楨率領第一軍為全軍先鋒，向鴨綠江前進。野津親自前往第一軍司令部拜會黑木，黑木也說：“如果我不在，就把軍務交給野津”。野津亦將自己在日清戰爭期間使用的鴨綠江地圖交給黑木軍參謀長藤井茂太。
- 第四軍組建後，為經驗豐富，作戰勇猛但同時較為頑固的野津道貫選參謀長成為一個大難題。最後選中了野津的女婿上原勇作（當時為少將），上原的學時才能十分出色，因此能勝任參謀長的職位。
- 上原勇作17歲是為野津家的書生。野津曾對上原闡述未來戰爭工兵的重要性，對其說“你要創立日本的工兵”，為上原選擇了工兵科作為專業。後來證明野津此舉有先見之明，旅順戰役時，乃木希典指揮的第三軍由於缺乏足夠的工兵戰術，長時間陷於苦戰。大本營任命砲術專家伊地知幸介擔任第三軍參謀長，但實際上工兵專家上原勇作更加勝任這個位置。因此野津軍的姻戚人事和第三軍的藩閥人事是戰爭中的遺憾點。（上原曾回憶說，旅順戰役時坑道掘進戰術並未完善。）

## 親族
- 兄 野津鎮雄（陸軍中將）
- 妻 野津登女子 高島喜兵衛之女娘（陸軍中將高島鞆之助之妹）
- 長男 野津鎮之助（陸軍少佐）
- 二男 野津鎮雄（騎兵大尉）
- 四男 野津鎮彦（陸軍少佐）
- 女婿 上原勇作（元帥陸軍大将），三浦恵一
- 孫女 大原真佐子（實業家大原總一郎之妻）

## 關連項目
- 析木城戰役（日语：析木城の戦い）()

## 外部連結
- 国立国会図書館 憲政資料室 野津道貫関係文書

| 前任： 空席             | 東京鎮臺司令長官 第5代（初代）：1878年12月14日－1879年9月24日 | 繼任： 空席         |
| 前任： 野崎貞澄         | 廣島鎮臺司令官 第4代：1885年5月21日－1888年5月12日            | 繼任： 編為第五師團 |
| 前任： 新設             | 第五師團長 初代：1888年5月14日－1894年11月29日                | 繼任： 奥保鞏       |
| 前任： 山縣有朋         | 第一軍司令官 第2代：1894年12月19日－1895年5月28日             | 繼任： 解散         |
| 前任： 北白川宮能久親王 | 近衛師團長 第3代：1895年11月9日－1896年5月10日                | 繼任： 佐久間左馬太 |
| 前任： 空席             | 東京防禦總督 初代：1896年5月10日－1898年1月14日               | 繼任： 桂太郎       |
| 前任： 寺内正毅         | 教育總監 第2代：1900年4月25日－1904年3月17日                  | 繼任： 寺内正毅     |